# Scordisci

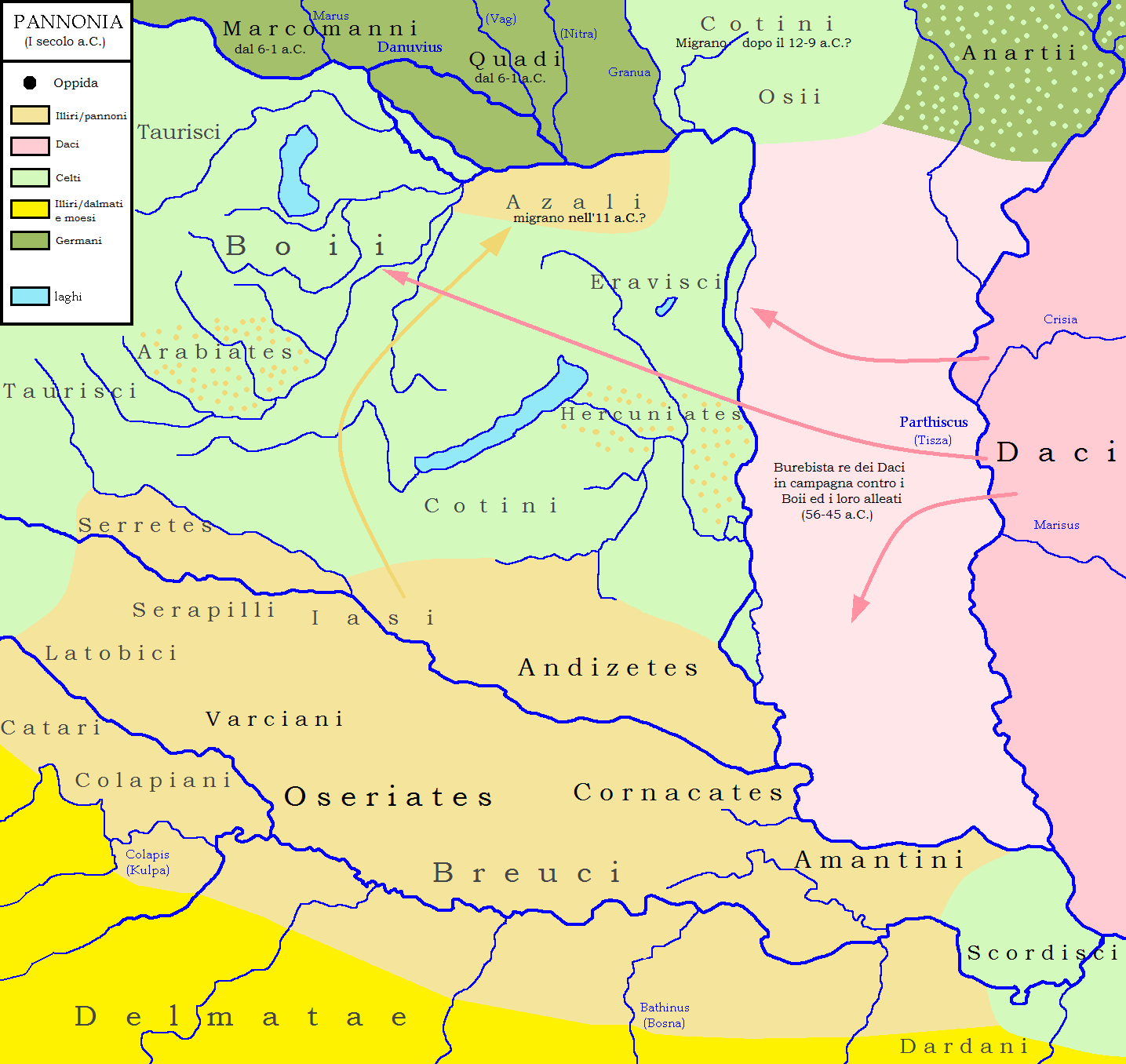
Le popolazioni illiriche e celtiche della Pannonia prima della conquista romana nel I secolo a.C.

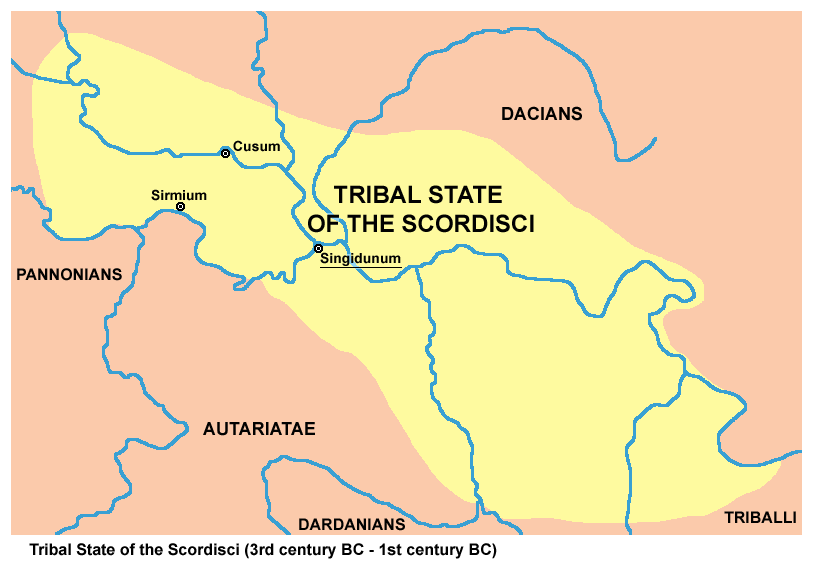

Gli Scordisci (Scordisci in latino o Scordistae in illirico) erano un insieme confederato di popolazioni native alla foce del fiume Sava e di gruppi di etnia celtica. Questi ultimi erano gruppi di invasori giunti con il ripiegamento dai Balcani, a seguito delle incursioni celtiche.

## Storia

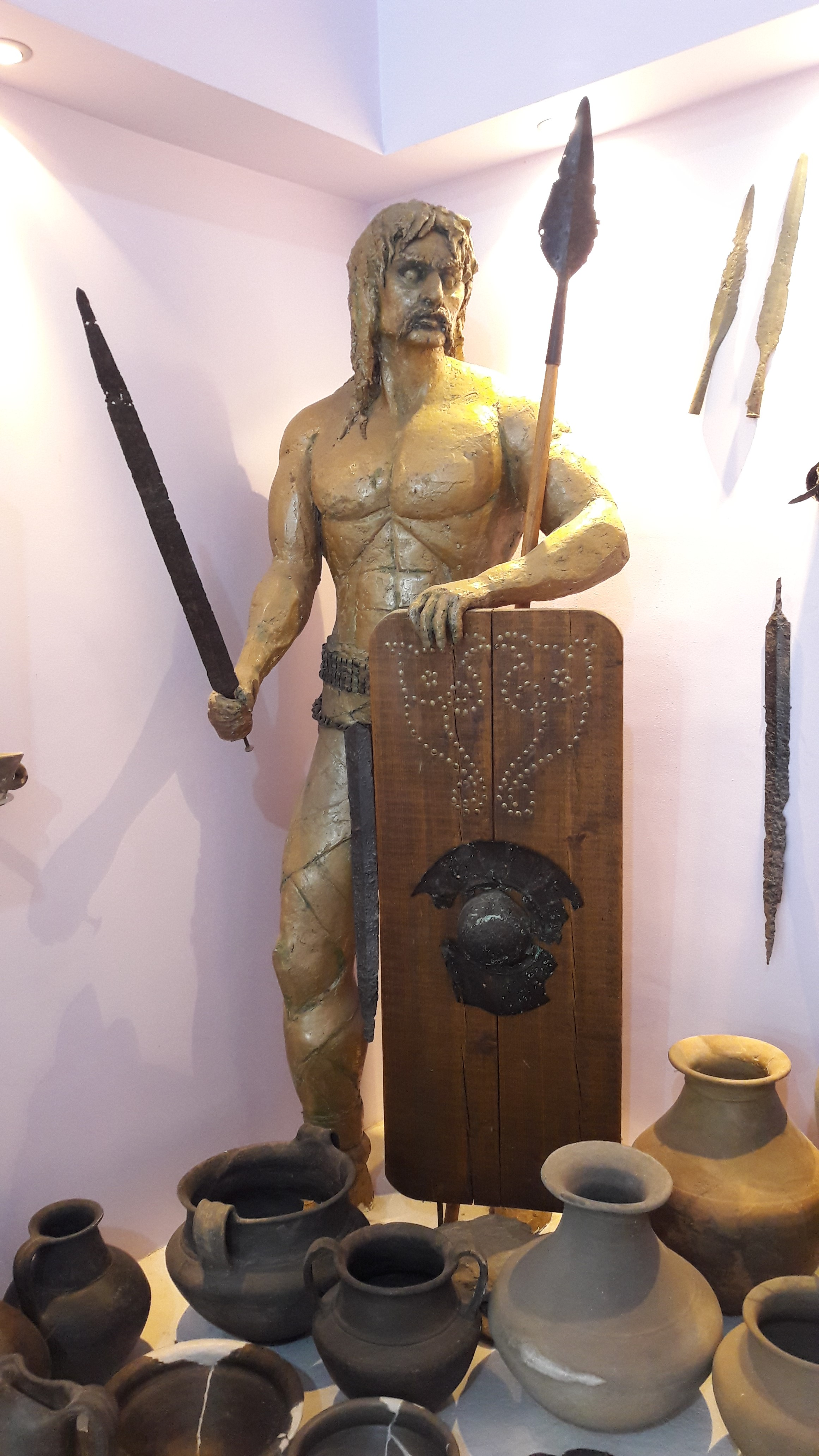
Guerriero scordisco, Museo nazionale di Požarevac

Si stanziarono fin dalla prima metà del III secolo a.C. nell'attuale Serbia nei dintorni di Belgrado e nella bassa valle della Sava. Confinavano a nord con il potente popolo dei Daci, ad ovest con i pannoni Breuci ed Amantini, ad est con i Mesi e a sud con i Dardani.
Negoziarono un trattato di pace con Filippo V di Macedonia nel 183-182 a.C. in seguito alle guerre condotte dal re macedone contro Traci e Dardani.
Al tempo in cui Roma conquistò la Macedonia (168 a.C.), gli Scordisci non avevano ancora esteso il loro controllo sulla Dardania. Fu solo con la metà del II secolo a.C. che il loro interesse si spostò verso i territori ad occidente ed a sud dei loro possedimenti. In seguito a queste mire avvenne il primo scontro con i Romani nel 156 a.C., ormai "vicini" nell'area balcanica.
Le campagne che seguirono negli anni successivi fino al 141 a.C. circa, ampliarono i loro territori fino ad inglobare l'intera Dardania, tanto che il loro territorio coincideva con la futura provincia romana della Mesia Superiore.
Nel 135 a.C., il pretore romano, Marco Cosconio, combatté con successo in Tracia contro di loro.
Attorno al 113 a.C. riuscirono a respingere un'invasione di Cimbri provenienti dallo Jutland, che in seguito a questo scontro ripiegarono sul vicino Norico scontrandosi con un esercito romano nei pressi di Noreia.
Il console Marco Livio Druso (nel 112 a.C.), per due anni consecutivi combatté contro gli Scordisci in Tracia, anche quando gli venne prolungato il mandato come proconsole di Macedonia nel 111 a.C.. Egli otteneva nel maggio dell'anno successivo (110 a.C.) il trionfo su questo popolo, che aveva combattuto probabilmente insieme ad altri popoli suoi alleati della zona, come i Daci e le vicine popolazioni della Tracia.
Pochi anni più tardi, un certo Marco Minucio Rufo (console del 110 a.C.), ora proconsole di Macedonia, ottenne su di loro un nuovo e memorabile trionfo nel 106 a.C..
Da questo momento in poi subiranno la lenta ed inesorabile avanzata romana da sud a nord. La sconfitta da cui non si ripresero più e che li costrinse ad abbandonare i territori acquisiti della Dardania avvenne al tempo di Lucio Cornelio Silla tra l'88-81 a.C. ad opera di uno dei suoi generali di nome Lucio Cornelio Scipione Asiatico, tanto che i vicini Mesi, assoggettati agli Scordisci da circa sessant'anni, riuscirono a romperne il giogo.
Nel 75-74 a.C., alleati ancora a Dardani e Daci, combatterono contro il proconsole di Macedonia Gaio Scribonio Curione Burbuleio. E pochi anni più tardi erano costretti a chiedere la pace e ad allearsi al grande re dei Daci Burebista, dopo essere stati pesantemente sconfitti.

### Loro annessione sotto Augusto (12 a.C.)

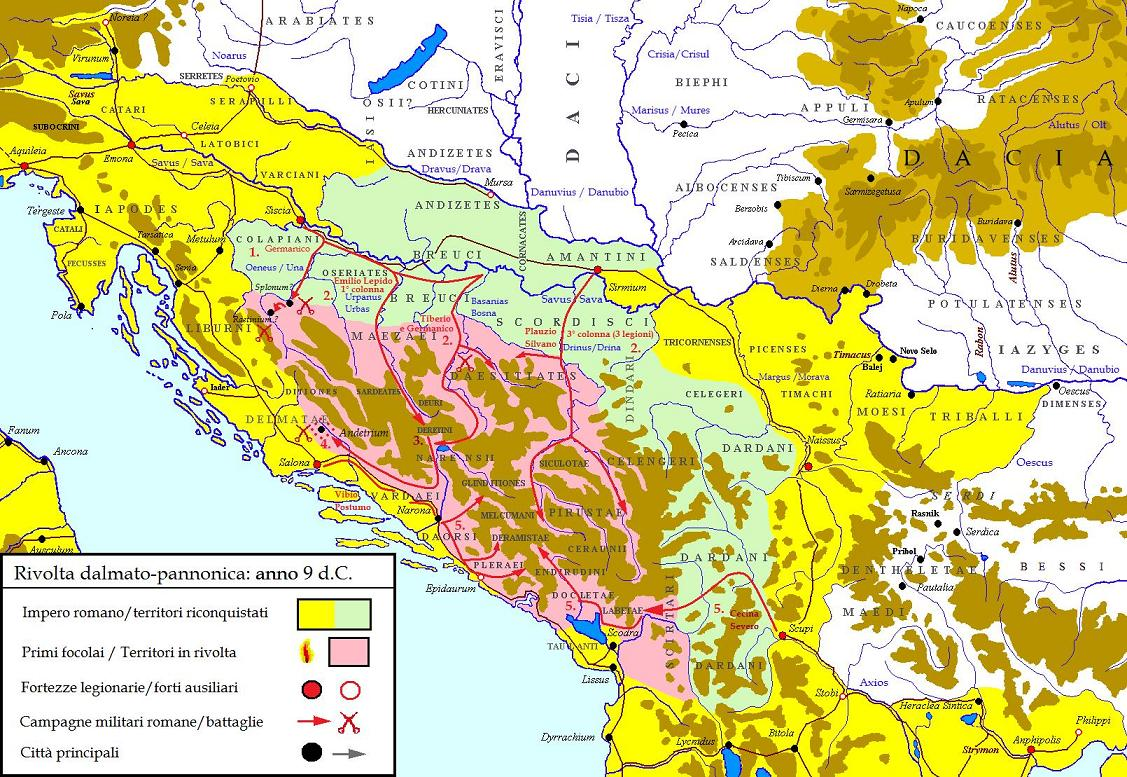
Al termine della rivolta dalmato-pannonica del 6-9, tutti i territori dell'area illirica a sud del fiume Drava, erano ora sotto il definitivo controllo romano.

Il popolo degli Scordisci, alleatosi con i Denteleti (abitanti l'alta valle del fiume  Strymon) invadeva la Macedonia nel 16 a.C., ma erano respinti dal neo governatore Lucio Tario Rufo.
Due anni più tardi 14 a.C. un certo Marco Vinicio era inviato, in qualità di Legato imperiale, sul fronte Illirico in seguito alle continue ribellioni delle genti dell'area di Emona e Siscia. La campagna programmata dallo stesso Augusto nel 13 a.C., dopo una sua visita ad Aquileia, prevedeva l'occupazione dell'intera area illirica e balcanica ed era stata affidata al genero ed amico Agrippa.
L'anno successivo, Marco Vinicio fu inviato nella vicina provincia di Macedonia, come nuovo governatore, sotto l'alto comando del figliastro del Princeps, Tiberio (il futuro imperatore). Egli riuscì a condurre il suo esercito lungo il fianco orientale ed in una manovra a tenaglia, occupava l'intera area della Dardania e della bassa valle della Sava (inclusa la piana di Sirmio), riuscendo a sottomettere anche i potenti Scordisci.
Nel corso della campagna militare romana del 12 a.C., il comandante romano Tiberio, il futuro imperatore, sottomise i pannoni Breuci, grazie all'alleanza della potente tribù celtica (sottomessa l'anno precedente) degli Scordisci, tanto che per questi successi gli furono decretati gli ornamenta triumphalia. E al termine di queste operazioni, o più probabilmente con la conclusione della rivolta dalmato-pannonica del 6-9 il loro territorio era organizzato nella nuova provincia di Mesia entrando a far parte anche delle truppe ausiliarie.